# Nicoya (cantão)
Nicoya é um cantão da Costa Rica, situado na província de Guanacaste. Limita ao norte com Santa Cruz e Abangares, ao sul com Hojancha e Nandayure, ao sudoeste com o Oceano Pacífico, ao oeste com Santa Cruz, e a leste com o Golfo de Nicoya. Possui uma área de 1,333,68 km² e sua população está estimada em 50.825 habitantes.

## Divisão política
Atualmente, o cantão de Nicoya possui 7 distritos:
|   | Nome do Distrito |
| - | ---------------- |
| 1 | Nicoya           |
| 2 | Mansión          |
| 3 | San Antonio      |
| 4 | Quebrada Honda   |
| 5 | Sámara           |
| 6 | Nosara           |
| 7 | Belén            |